# Département de Santa María (Córdoba)
Pour les articles homonymes, voir Département de Santa María.
Le département de Santa María est une des 26 subdivisions de la province de Córdoba, en Argentine. Son chef-lieu est la ville de Alta Gracia.
Le département a une superficie de 3 247 km2. Sa population s'élevait à 86 083 habitants au recensement de 2001.

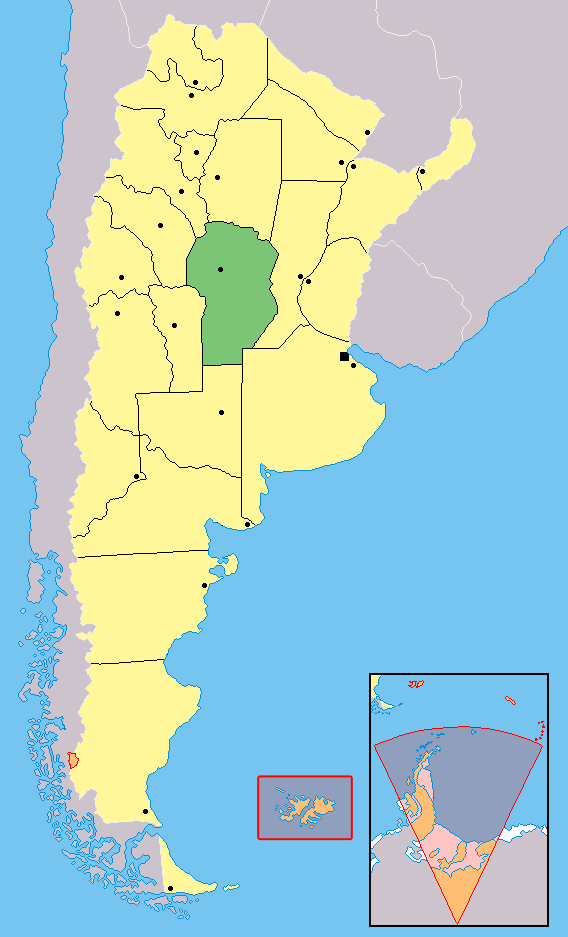
Localisation de la province de Córdoba en Argentine.